# Pasmo 630 m
Pasmo 630 m (472–479 kHz) – pasmo radiowe w zakresie fal hektometrowych, przyznane krótkofalowcom w niektórych krajach.
18 lutego 2014 weszła w życie Krajowa Tablica Przeznaczeń Częstotliwości opublikowana w Dzienniku Ustaw 3 lutego 2014, udostępniająca służbie radioamatorskiej w Polsce pasmo 472–479 kHz z maksymalną dopuszczalną mocą 1 W EIRP.

## Propagacja
Pasmo 630 m przydaje się doskonale w łącznościach kryzysowych (do ok. 200 km), niezależnie od stanu jonosfery.

## Podział pasma 630 m (I Region IARU)[4]
| Częstotliwość w kHz | Rodzaje emisji i przeznaczenie                  |
| ------------------- | ----------------------------------------------- |
| 472 – 475           | Telegrafia (maksymalna szerokość pasma 200 Hz)  |
| 475 – 479           | Telegrafia, emisje wąskopasmowe, emisje cyfrowe |

Szczegóły przedstawione w powyższym podziale pasma należy rozumieć jako „proponowane użycie” (zalecenie VA14_C4_REC_02).
Bardziej szczegółowy, choć nieformalny plan pasma oparty na aktualnym wykorzystaniu pasma:
| Częstotliwość w kHz | Rodzaje emisji i przeznaczenie     |
| ------------------- | ---------------------------------- |
| 472,0 – 475,0       | Telegrafia                         |
| 475,3 – 475,6       | emisje cyfrowe JT9, FST4, FT8 itp. |
| 475,6 – 475,8       | WSPR, FST4W                        |
| 476,1 – 476,3       | QRSS/DFCW (Europa)                 |
| 477,6 – 477,8       | QRSS/DFCW (Ameryka Północna)       |
| 478,5 – 478,8       | Opera                              |

Przy wyborze częstotliwości nadawania należy zwrócić szczególną uwagę na działające radiolatarnie bezkierunkowe (NDB).

## Kraje, w których praca jest dozwolona[7]
| Kraj              | Częstotliwość w kHz | Maksymalna moc nadajnika (W) | Licencja             | Uwagi                                                |
| ----------------- | ------------------- | ---------------------------- | -------------------- | ---------------------------------------------------- |
| Austria           | 472–479             | 1 EIRP                       |                      | [ 8 ]                                                |
| Belgia            | 501–504             | 5 ERP                        |                      | Tylko CW i QRSS, maks. szerokość emisji 100 Hz       |
| Brazylia          | 472–479             | 5 EIRP                       |                      | [ 9 ]                                                |
| Bułgaria          | 472–479             | 1 ERP                        |                      |                                                      |
| Chorwacja         | 493–510             |                              |                      | Specjalne zezwolenie dla stacji 9A5K do 30 maja 2011 |
| Czechy            | 505–505,2           | 1 EIRP                       |                      |                                                      |
| Dania             | 501–504             |                              | specjalne zezwolenie |                                                      |
| Filipiny          | 472–479             |                              |                      | [ 10 ]                                               |
| Hiszpania         | 472–479             | 1 EIRP                       |                      | [ 11 ]                                               |
| Malta             |                     | 1                            |                      |                                                      |
| Holandia          | 501–504             | 5 EIRP                       | specjalne zezwolenie | maks. szerokość emisji 100 Hz                        |
| Irlandia          | 501–504             | 10 EIRP                      |                      |                                                      |
| Islandia          | 472–479             | 100                          |                      |                                                      |
| Kanada            | 472–479             | 1 EIRP                       |                      | maks. szerokość emisji 1 kHz                         |
| Niemcy            | 472–479             | 1 ERP                        |                      | maks. szerokość emisji 800 Hz                        |
| Norwegia          | 472–479             | 1 EIRP                       |                      |                                                      |
| Nowa Zelandia     | 505–515             | 25 EIRP                      |                      | maks. szerokość emisji 200 Hz                        |
| Polska            | 472–479             | 1 EIRP                       |                      |                                                      |
| Stany Zjednoczone | 472–479             | 5 EIRP                       |                      |                                                      |
| Szwajcaria        | 472–479             | 5 EIRP                       |                      |                                                      |
| Szwecja           | 472–479             | 1 EIRP                       |                      | [ 13 ]                                               |
| Wielka Brytania   | 501–504             | 5 EIRP                       |                      |                                                      |
| Włochy            | 472–479             | 1                            |                      |                                                      |